# Selaginella calceolata
Selaginella calceolata là một loài dương xỉ trong họ Selaginellaceae. Loài này được Jermy & J.M. Rankin mô tả khoa học đầu tiên năm 1981.